# Soeda Takashi
Takashi Soeda (sinh ngày 15 tháng 3 năm 1993) là một cầu thủ bóng đá người Nhật Bản.

## Sự nghiệp câu lạc bộ
Takashi Soeda đã từng chơi cho Fujieda MYFC.